# Scinax brieni
Scinax brieni là một loài ếch trong họ Nhái bén. Chúng là loài đặc hữu của Brasil.
Các môi trường sống tự nhiên của chúng là các khu rừng ẩm ướt đất thấp nhiệt đới hoặc cận nhiệt đới, các khu rừng vùng núi ẩm nhiệt đới hoặc cận nhiệt đới, sông, đầm nước ngọt, đất canh tác, vùng đồng cỏ, các đồn điền, vườn nông thôn, các vùng đô thị, các khu rừng trước đây bị suy thoái nặng nề, ao, đất có tưới tiêu, đất nông nghiệp có lụt theo mùa, và kênh đào và mương rãnh.